# Marsdenia sessilifolia
Marsdenia sessilifolia är en oleanderväxtart som först beskrevs av Fourn., och fick sitt nu gällande namn av Fontella. Marsdenia sessilifolia ingår i släktet Marsdenia och familjen oleanderväxter. Inga underarter finns listade i Catalogue of Life.